# Коваленко, Григорий Игнатович
Григорий Игнатович Коваленко (1911-1969) — железнодорожник, Герой Социалистического Труда (1943).

## Биография
Григорий Коваленко родился 17 февраля 1911 года в Екатеринодаре (ныне — Краснодар). После окончания девяти классов школы работал на железной дороге, в депо станции «Кавказская» в городе Кропоткине. В 1933—1935 годах проходил службу в Рабоче-крестьянской Красной Армии. Демобилизовавшись, вернулся в депо. С июня 1939 года работал на Улан-Удэнском паровозоремонтном заводе, был слесарем, машинистом, начальником заправочного депо, бригадиром комплексной бригады.
В годы Великой Отечественной войны бригадир комплексной бригады Улан-Удэнского паровозоремонтного завода Григорий Коваленко занимался обучением молодых специалистов, расставлением кадров по участкам и координацией работы бригады. В результате его действий уже за первые два месяца войны продукция завода увеличилась в 2,5 раза. Завод получил переходящее Красное Знамя ГКО.
Указом Президиума Верховного Совета СССР от 5 ноября 1943 года за «особые заслуги в обеспечении перевозок для фронта и народного хозяйства и выдающиеся достижения в восстановлении железнодорожного хозяйства в трудных условиях военного времени» Григорий Коваленко был удостоен высокого звания Героя Социалистического Труда с вручением ордена Ленина и медали «Серп и Молот».
В декабре 1945 года Коваленко окончил Центральные технические курсы НКПС СССР, после чего до 1952 года работал на Юго-Восточной железной дороге, а затем вернулся в депо станции «Кавказская». С июля 1963 года — на пенсии. Проживал в Кропоткине. Умер в 1969 году, похоронен в Кропоткине.
Дважды Почётный железнодорожник. Был также награждён орденом Трудового Красного Знамени и рядом медалей.